# Thomas Reiter
Thomas Arthur Reiter (Frankfurt, 23 de maio de 1958) é um astronauta alemão, membro da Agência Espacial Europeia (ESA) e coronel da Deutsche Luftwaffe.
Em 1982, recebeu seu diploma em astronáutica na Universidade Federal das Forças Armadas da Alemanha em Munique, e fez treinamento como piloto na Alemanha e no Texas, Estados Unidos.
Reiter foi ao espaço pela primeira vez em setembro de 1995, na nave Soyuz TM-22, uma missão de permanência prolongada na estação russa Mir, onde passou 179 dias em órbita e realizou duas atividades extraveiculares, sendo o primeiro alemão a caminhar no espaço.
Entre 1996 e 1997, ele fez um curso na nave Soyuz onde se qualificou como Comandante de Retorno da Soyuz, para comandar a nave com três tripulantes, em seu retorno do espaço.
Em 4 de julho de 2006, após um treino específico de seis meses, Reiter voltou ao espaço a bordo da STS-121 Discovery, para participar da Expedição 13 na Estação Espacial Internacional, que já acontecia desde março, com o russo Pavel Vinogradov e o norte-americano Jeffrey Williams, sendo o primeiro europeu não-russo a participar de uma missão de longa duração na ISS. 
Reiter continuou na ISS junto com os tripulantes da Expedição 14, Michael Lopez-Alegria e Mikhail Tyurin, retornando à terra em dezembro, na STS-116 Discovery, substituído pela astronauta da NASA, Sunita Williams.
Tem acumulados 350 dias no espaço, o que o torna o astronauta não-estadunidense e não-russo com mais tempo no espaço.